# Ctenolophon
Ctenolophon, maleni biljni rod od dvije vrste drveća koji sačinjava samostalnu porodicu Ctenolophonaceae. C. parvifolius je raširena po azijskim otocima Borneo, Nova Gvineja, Sumatra, Mindanao, Leyte, Samar i Malajskom poluotoku. Druga vrsta C. englerianus raste po nekim zemljama tropske Afrike.

## Opis
Porodica Ctenolophonaceae uključuje jedan rod, Ctenolophon, s dvije vrste iz zapadne Afrike i Malezije. Mogu se prepoznati po nasuprotnim bezzubim listovima, a između peteljki se nalaze stipule. Cvatovi su terminalni, a cvjetni pupoljci prilično izduženi. Latice se redovito preklapaju. Sivi suhi i usko rebrasti plod je karakterističan; zaobljene čašice traju, čak i donekle rastu nakon cvatnje.

## Vrste
1. Ctenolophon englerianus Mildbr.
2. Ctenolophon parvifolius Oliv.